# أرماندو فييرا
أرماندو فييرا (بالبرتغالية: Armando Vieira‏) هو لاعب كرة مضرب برازيلي، ولد في 11 أبريل 1925 في ساو باولو في البرازيل.

## وصلات خارجية
- أرماندو فييرا على موقع رابطة محترفي التنس (الإنجليزية)
- أرماندو فييرا على موقع الاتحاد الدولي لكرة المضرب (الإنجليزية)
- أرماندو فييرا على موقع كأس ديفيز (الإنجليزية)
- أرماندو فييرا على موقع أرشيف التنس.كوم (الإنجليزية)
- أرماندو فييرا على موقع بطولة ويمبلدون (الإنجليزية)
- أرماندو فييرا على موقع خلاصة التنس.كوم (الإنجليزية)